# 내피
내피(內皮, Endodermis)는 피층의 가장 안쪽 층으로 중심주와의 경계가 되며, 뿌리 속에서 원기등 모양으로 배열되어 있는 한 층의 세포층이다.
내피의 세포들은 피층과 달리 서로 밀착되어 있어서, 안팎으로 통하는 세포 간극을 전혀 찾아볼 수 없다. 뿐만 아니라 세포의 안쪽으로 향한 면과 바깥쪽으로 향한 면을 제외한 위 ·아래·오른쪽·왼쪽의 4면에는 '카스파리 선(線)'이라는 특수화된 부분이 있어, 세포를 더욱 밀착시켜 주는 역할을 한다.
이 카스파리 선은 그 모양이 여러 가지인데, 대부분 리그닌 또는 수베린 아니면 두 가지 모두로 이루어져 있으며, 그 크기도 겨우 관찰할 정도의 작은 것에서부터 큰 것까지 여러 종류가 있다.
따라서, 뿌리가 흡수한 물질은 내피층의 세포 속을 통과하지 않으면 뿌리의 통도 조직에 들어갈 수 없으며, 이 곳에서 엄밀한 물질의 선택이 이루어진다.